# Linaria sessilis
Linaria sessilis är en grobladsväxtart som beskrevs av Kuprian.. Linaria sessilis ingår i släktet sporrar, och familjen grobladsväxter. Inga underarter finns listade i Catalogue of Life.